# Mimela ignicauda
Mimela ignicauda är en skalbaggsart som beskrevs av Bates 1866. Mimela ignicauda ingår i släktet Mimela och familjen Rutelidae. Inga underarter finns listade i Catalogue of Life.